# Light novel
En light novel (ライトノベル raito noberu) er en form for japansk roman, der primært er rettet mod børn og unge, der går i mellemskolen og gymnasiet. Navnet kan oversættes som "let roman", og det japanske originalnavn er da også den japanske læsemåde for de tilsvarende engelske ord, idet det man dog ofte også kalder dem for ranobe (ラノベ). En light novel er typisk på under 40.000-50.000 ord, sjældent længere end 200 sider, trykkes typisk i bunkobon-format (10,5 x 14,8 cm) og er ofte illustreret. Teksten offentliggøres ofte som serie i antologimagasiner, før den bliver samlet i bogform.

## Detaljer
Light novels er en udvikling af triviallitteratur-magasiner. I 1970'erne havde de japanske af disse skiftet deres omslag fra den klassiske stil til de populære i animestil og for at glæde læserne, begyndte de at indsætte illustrationer i begyndelsen af hver historie og medtage artikler om populære film, animeer og videospil. Indholdet blev også påvirket af populære film så som Star Wars. Fortællingerne udvikledes for at passe til de nye generationer og blev fuldt illustrerede i den populære stil.
Nu om stunder går light novels som serier i litteraturmagasiner så som Faust, Gekkan Dragon Magazine, The Sneaker og Dengeki hp eller i franchise-magasiner som Comptiq og Dengeki G's Magazine. Efterfølgende bliver de populære serier så samlet bind, og en del bliver desuden omsat til manga, anime og spillefilm. Light novels som sådan er dog også blevet populære og udgiverne er konstant på udkig efter nye talenter. Et vigtigt element er i den forbindelse afholder konkurrencer, hvor vinderne typisk modtager pengepræmier og får deres værker offentliggjort. Dengeki Novel Prize er den største blandt disse konkurrencer med over 6.500 indsendte bidrag årligt (2013).
Light novels udgives som lavpris paperbacks. F.eks. koster The Melancholy of Haruhi Suzumiya 562 yen (inkl. 8 % moms) i Japan, hvilket svarer til den almindelige pris på paperbacks, light novels og almindelig litteratur. I 2007 blev det anslået, at markedet for light novels var på 20 mia. yen, og at der blev udgivet omkring 30 mio. eksemplarer årligt. Det er dog ikke jævnt fordelt mellem forlagene for Kadokawa Group Holdings, der ejer store mærker som Kadokawa Sneaker Books og Dengeki Books, står alene for mellem 70 og 80 % af markedet. Der bliver dog stadig en pæn sjat tilovers de andre, for allerede i 2009 solgte light novels samlet for 30,1 mia. yen svarende til ca. 20 % af alle solgte paperbacks i bunkobon-format i Japan.
Mange japanke light novels er også blevet oversat til andre sprog som f.eks. engelsk. Her er de typisk blevet udgivet med format som almindelige paperbacks eller omtrent som manga-tankoubon, men fra april 2007 begyndte Seven Seas Entertainment som den første at udgive light novels i deres oprindelige japanske format, 10,5 cm x 15,0 cm. Andre forlag der udgiver light novels på engelsk tæller Tokyopop, Viz, DMP, Dark Horse, Yen Press, og Del Rey Manga. Grundlæggeren af Viz Media, Seiji Horibuchi antager, at det amerikanske marked for light novels vil opleve en stigende popularitet i stil med det for japanske subkulturer, når det engang er blevet anerkendt af publikum.

## Historie
Populær litteratur har en lang tradition i Japan. Billig triviallitteratur havde således eksisteret i flere år, men 1975 anses af nogle for den symbolske start på light novels historie. Det år blev Sonorama Bunko skabt, den første af flere der udgav poplitteratur-paperbacks, der mindede om moderne light novels i poetisk forstand. Science fiction- og horrorforfattere som Hideyuki Kikuchi og Baku Yumemakura startede deres karriere med disse.
I 1980'erne tog Tanaka Yoshikis episke romaner Legend of Galactic Heroes og Heroic Legend of Arslan det unge japanske publikum med storm. Også de RPG-inspirede Record of Lodoss War-romaner blev populære og blev ligesom de andre senere animeret. 1990'erne bød på hitserien Slayers, der blandede fantasy-RPG-elementer med komedie. Nogle år senere grundlagde MediaWorks mærket Dengeki Bunko, der endnu i dag udgiver velkendte light novel-serier. Boogiepop-serien var deres første store hit, som snart efter blev animeret, og som gjorde mange seere interesseret i litteratur. Light novels var dog stadig en lille verden, hvor forfatterne kun langsomt modtog stigende opmærksomhed, men omkring 2006 skete der et boom. Med Haruhi Suzumiya-seriens store succes steg antallet af forlag og læserne, der var interesserede i light novels, nu med raketfart.
I 2010'erne er light novels blevet en vigtig del af den japanske 2D-kultur. Antallet af udgivne light novel-serier stiger år for år, kendte kunstnere fra hjemmesiden pixiv illustrerer dem, og de mest succesfulde værker bliver animeret og omsat til manga og spillefilm.